# Traite des esclaves de Barbarie

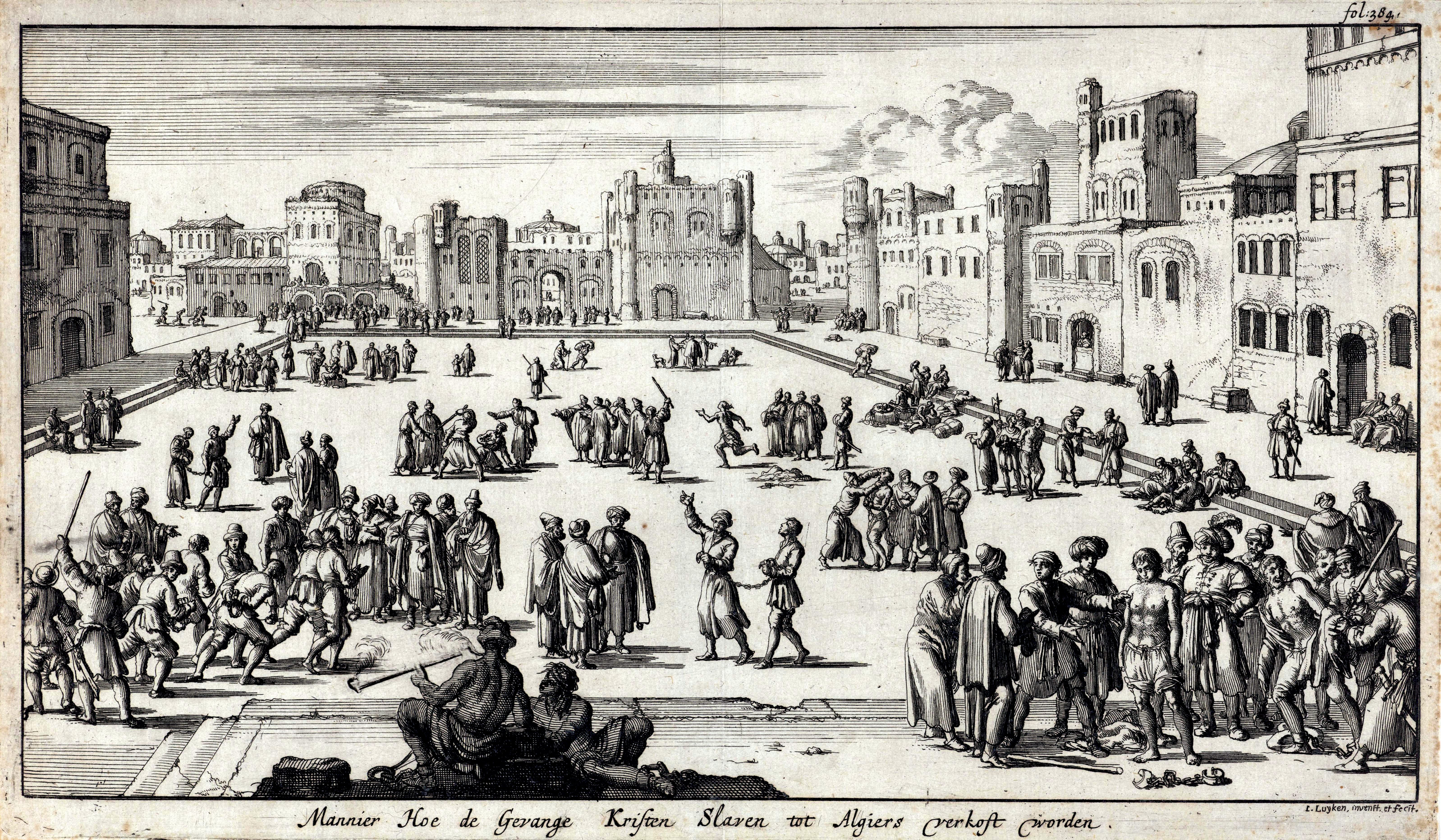
Le marché aux esclaves d’Alger (1684).

La traite des esclaves de Barbarie est le commerce d'êtres humains, majoritairement européens, qui a fleuri principalement entre les XIVe et XVIIIe siècles dans les marchés d’esclaves du littoral de la côte des Barbaresques. La piraterie sarrasine en Méditerranée, qui commença au VIIIe siècle et dont le premier épisode mémorable, en période carolingienne, fut le raid contre les Baléares en 798, comporta dès l'origine, à l'occasion des razzias insulaires ou côtières, la capture de personnes vouées dès lors à la servitude ou au statut de « monnaie d'échange ». L'ampleur et l'impact des incursions de pirates musulmans sont bien attestés pour ce qui concerne, par exemple, le littoral du golfe du Lion du XIe siècle au XIIIe siècle. Déjà vigoureuses sur les côtes maghrébines au XIIIe siècle, notamment à Béjaïa où elles étaient une activité importante, la traite et la piraterie ont prospéré lorsque ces États se retrouvèrent nominalement sous suzeraineté ottomane (sauf le Maroc qui constituait alors l'Empire chérifien mais possédait également sa propre entité barbaresque, la république des corsaires salétins). Les marchés d’esclaves maghrébins faisaient le commerce d’esclaves que les pirates barbaresques s'étaient procurés dans des razzias d'esclaves sur les navires et par des raids sur les villes côtières d’Italie, de la mer Égée, des îles grecques, d’Espagne, des Baléares, du Portugal, de France, d’Angleterre, d'Irlande, des Pays-Bas et jusqu’en Islande.
Jusqu'au XXe siècle cependant, l'esclavage d'Européens continua. C'est ainsi, notamment, que les pilotes de l'Aéropostale furent régulièrement réduits en esclavage (puis rachetés par l'entreprise qui les employait). Ainsi, Édouard Serre, le chef de Mermoz, Saint Exupéry ou Guillaumet, et Marcel Reine furent des esclaves de la tribu arabe des Reguibat en 1928. Jean Mermoz lui aussi, en 1926, vécut en captivité chez les Berbères du sud du Maroc. Au Maroc, le dernier marché aux esclaves ne ferma qu'en 1920.

## Histoire

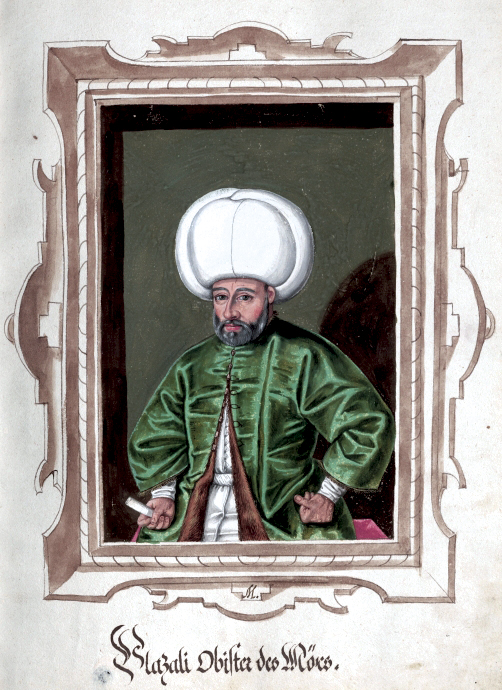
Uluç Ali Paşa est un Italien « renégat », devenu sujet, puis officier corsaire dans la régence d'Alger, dans la hiérarchie duquel il atteint les sommets : il est nommé beylerbey d'Alger de 1568 à 1571, puis capitan pacha (« amiral de la flotte », kapudan paşa) de la marine ottomane au XVIe siècle.

Le commerce des esclaves existant en Afrique du Nord depuis l’Antiquité se poursuivit à l’époque médiévale. Le contrôle politique d'une partie de la région par l’Empire ottoman au XVIe siècle renforça l’influence des Barbaresques déjà existante depuis le treizième siècle, augmentée par l’afflux de réfugiés morisques expulsés d’Espagne après la Reconquista. La protection ottomane (à Alger, Tunis et Tripoli) ou chérifienne (au Maroc) et le grand nombre d’immigrants augmentèrent rapidement le rendement des expéditions menées par les pirates et corsaires de la côte, qui saisissaient les équipages des navires européens pour les réduire en esclavage ou les rançonner.
Ainsi dans un état de la marine d'Alger en 1588, donné par Pierre Dan dans son Histoire de Barbarie et de ses corsaires, celle-ci était européenne pour moitié au moins et se composait alors, outre quelques frégates, de trente-cinq galères dont vingt appartenaient à des renégats européens majoritairement italiens. Parmi les plus célèbres de ces renégats, on trouve le Calabrais Uluç Ali Paşa au XVIe siècle ou encore le Vénitien Ali Bitchin, l’Anglais Jack Ward et le Néerlandais Jan Janszoon au XVIIe siècle.
Le grand nombre de Britanniques capturés par les Barbaresques est proportionnel à leur grande activité maritime. Entre 1609 et 1616, l’Angleterre à elle seule perdit 466 navires marchands face aux pirates barbaresques. Ce phénomène donna naissance, au XVIIe siècle, aux récits de captivité, largement publiés et lus, en tant que forme littéraire. Parmi les écrivains, intellectuels ou artistes qui furent capturés et vendus comme esclaves par les Barbaresques, figurent : le peintre florentin Fra Filippo Lippi, qui, selon son biographe Giorgio Vasari, fut esclave des Maures à Alger pendant 18 mois, dans les années 1430 ; Miguel de Cervantes, réduit en servitude à Alger pendant cinq ans (1575-1580) ; le poète sicilien Antonio Veneziano (1543-1593), esclave des Barbaresques à Alger du 25 avril 1578 à l'automne 1579 ; le savant abbé bénédictin Diego de Haedo, qui connut le même sort de 1578 à 1581 ;  Jean-Baptiste Gramaye, captif en 1619 ; Emmanuel d'Aranda, en 1640-1641 ; ou encore, de 1678 au début 1681, Jean-François Regnard, l’auteur du Légataire universel. On peut également citer Vincent de Paul, capturé en 1605 au large d’Aigues-Mortes et évadé, après deux années d'esclavage, de Tunis avec son maître qu’il aurait persuadé de retourner au christianisme. La capture des navires et la réduction en esclavage de leurs équipages par les pirates barbaresques ont duré jusqu’à l'aube de la colonisation au XIXe siècle.

### Essor de la piraterie barbaresque

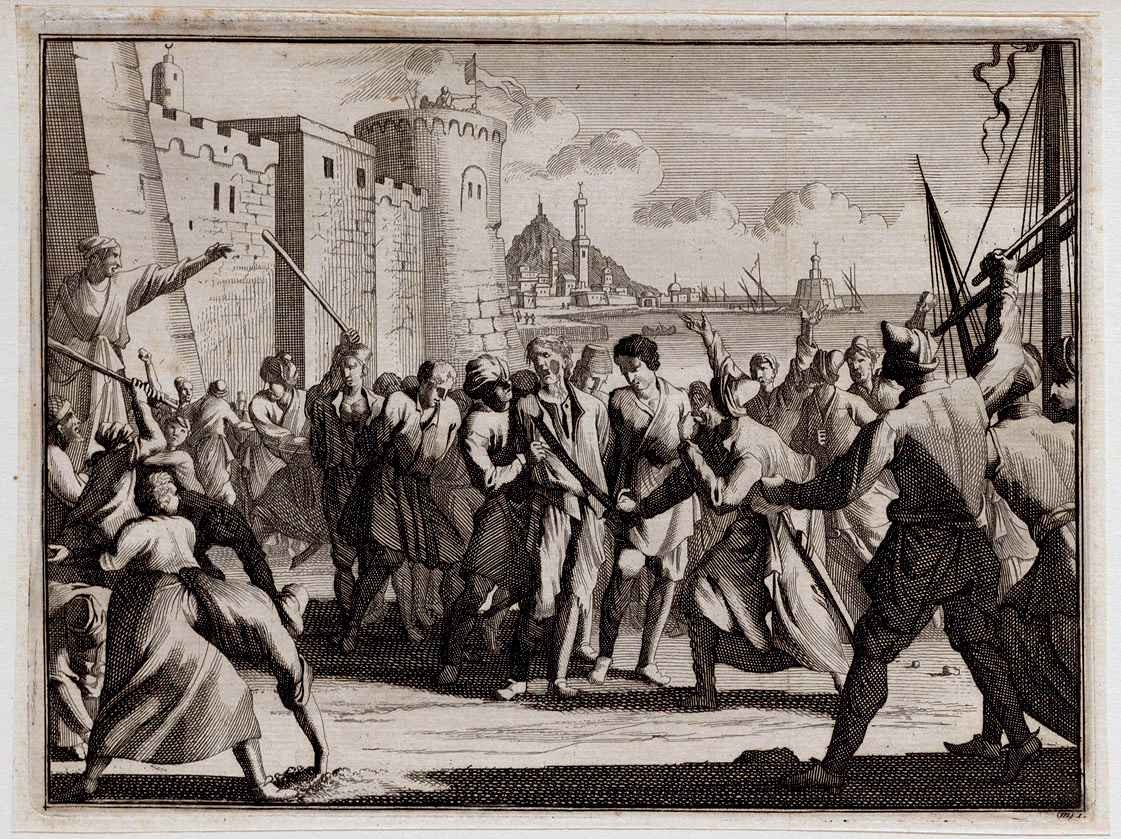
Débarquement et maltraitement de prisonniers à Alger de Jan Goeree et Casper Luyken, 1706.

Au milieu du XVIIe siècle, une révolte ayant réduit le pouvoir des pachas ottomans à un rôle de figurant, les villes de Tripoli, d’Alger, de Tunis et d’autres devinrent indépendantes de facto. L’absence d’autorité centrale forte et de cadre juridique contribua à asseoir l’influence des pirates, dont les raids destinés à se procurer des esclaves avaient lieu dans les villes et villages du littoral atlantique africain, ainsi qu’en Europe même. Les rapports mentionnent des raids barbaresques et des enlèvements de personnes en Italie, Espagne, France, Portugal, Angleterre, Pays-Bas, Irlande, Écosse et jusqu’en Islande, entre les XVIe et XVIIIe siècles.
Parmi les relations de razzias barbaresques les plus connues, on compte une mention dans le journal de Samuel Pepys, le tristement célèbre sac de Baltimore (20 juin 1631), un village côtier d’Irlande, au cours duquel les pirates emmenèrent toute la population de la localité, ou les enlèvements turcs en Islande, expédition au cours de laquelle 400 Islandais furent emmenés en captivité à Alger. Ces deux expéditions furent dirigées par le renégat néerlandais Jan Janszoon, alias « Mourad Raïs le Jeune », à la tête de corsaires hollandais, salétins, algérois et turcs ottomans de la République de Salé. Les raids dans la Méditerranée étaient si fréquents et si dévastateurs que le littoral entre Venise à Malaga subit un exode généralisé et que l’installation dans ces régions était découragée, à tel point que l'on a pu dire que c’était en grande partie parce que « il n’y avait plus personne à capturer pour longtemps ». La puissance et l’influence de ces pirates fut telle, à l’époque, que certaines nations, dont les États-Unis, payaient un tribut pour éviter leurs attaques.
Certains prisonniers des barbaresques ont pu obtenir de grandes richesses et des biens, avec un statut supérieur à celui d'esclave. Par exemple, James Leander Cathcart, un Américain qui a atteint la plus haute position qu'un esclave chrétien pouvait occuper dans la régence d'Alger, devenant conseiller du Dey d'Alger (gouverneur), ou encore Hark Olufs, un Danois devenu trésorier du Bey de Constantine, commandant des gardiens du palais du bey, puis commandant en chef de la cavalerie locale du Beylik de l'Est.
Barberousse (1466-1546), le Dey d'Alger, disposait d'abris en Corse (d'où la Bataille de Girolata) et faisait tant de razzias dans l'île que de nombreux hommes corses finirent captifs dans la chiourme turque à ramer sur les galères ottomanes. La piraterie barbaresque resta cependant moins systématique que l'organisation de réduction en esclavage par les Ottomans en Europe centrale et de l'est (principalement dans les Balkans) ; lesquels Ottomans réduisirent en esclavage un garçonnet chrétien sur dix depuis leurs colonies européennes, pour en faire des  soldats-esclaves à leur service, selon la loi du devchirmé (soit un demi-million d'enfants chrétiens entre les XIVe et XVIIe siècles) ; sans compter leurs otages chrétiens (dont Vlad III l'Empaleur, fameux à travers son avatar Dracula).
Malgré les tours génoises censées prévenir des attaques maritimes et la hauteur des villages perchés dans les montagnes (pour avoir le temps de fuir les envahisseurs), de nombreuses femmes corses finirent esclaves dans les bordels maghrébins ou dans les harems, l'exemple le plus célèbre étant  Marthe Franceschini (1755-1799), dont la beauté lui permit de devenir « impératrice du Maroc », c'est-à-dire, en réalité, une des nombreuses concubines, puis une des huit épouses, du sultan Mohammed ben Abdallah.

### Importance de la Traite

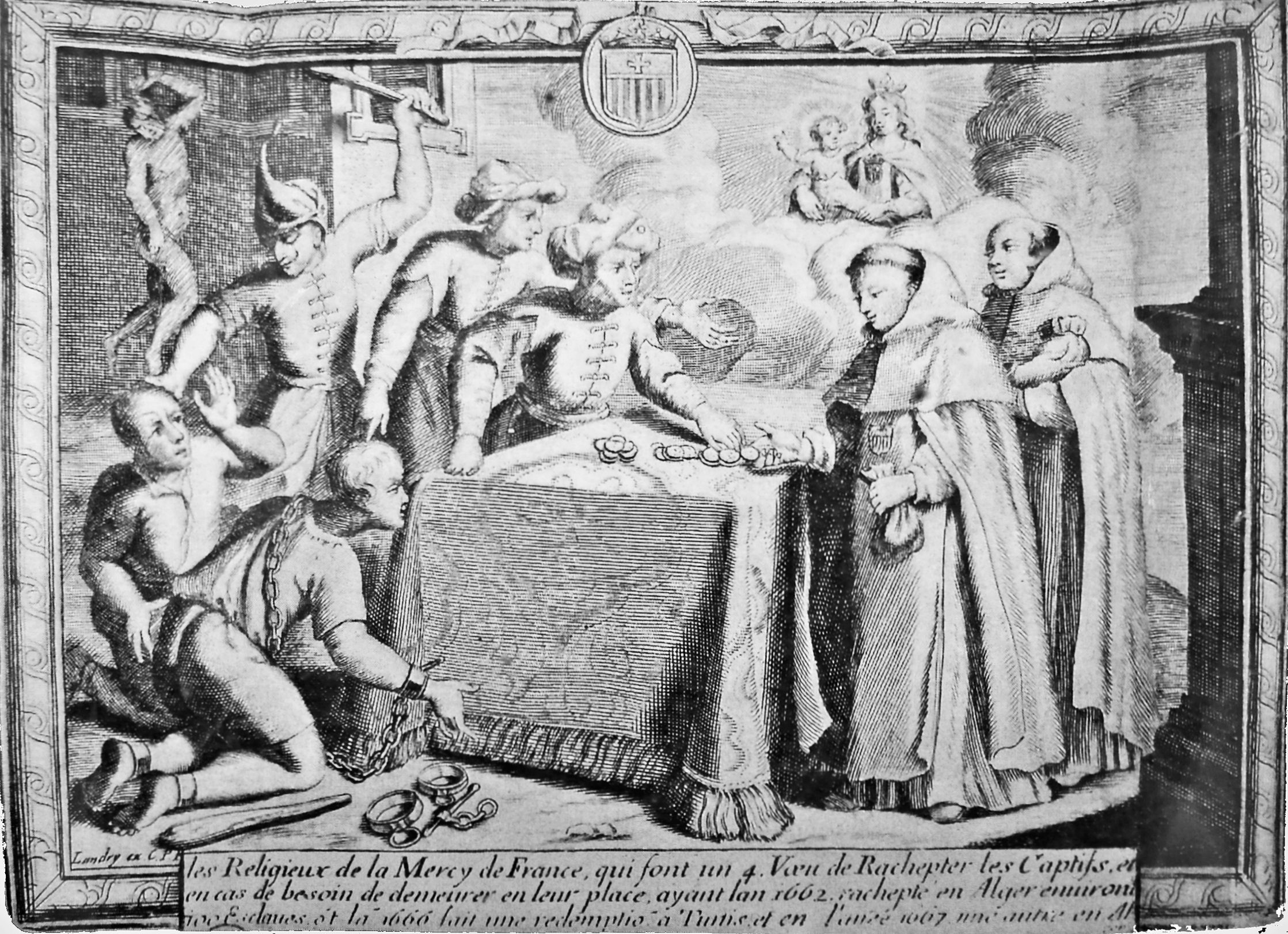
Rachat de captifs chrétiens à Alger par des Mercédaires (vers 1670).

L'historien Michel Fontenay rappelle que l'écrasante majorité des captures par des pirates en Méditerranée à l'époque moderne n'ont pas comme objectif de forcer les victimes à un travail sur le long terme. Au contraire, le but était d'exiger une rançon le plus rapidement possible. Fontenay remet en question le terme d'esclavage dans ce contexte, et exprime des doutes sur la pertinence d'essayer de procéder à un « pesée globale ».
Robert C. Davis, professeur d’histoire à l’Université d’État de l’Ohio, estime que, du début du XVIe au milieu du XVIIIe siècle, les seuls marchands d’esclaves de Tunis, d’Alger et de Tripoli ont réduit de 1 million à 1 250 000 chrétiens européens en esclavage en Afrique du Nord (ces chiffres ne tiennent pas compte des Européens asservis par le Maroc et par les autres raiders et esclavagistes de la côte méditerranéenne).
| Période                                          | 1500-1580 | 1580-1680 | 1680-1800 | Total     |
| ------------------------------------------------ | --------- | --------- | --------- | --------- |
| Esclaves européens capturés par les barbaresques | 270 000   | 850 000   | 175 000   | 1 290 000 |

Cependant, ces chiffres ont été contestés par d'autres historiens, tels que David Earle, auteur de The Corsairs of Malta et de Barbary and The Pirate Wars, qui a déclaré que le professeur Davis avait peut-être commis une erreur en extrapolant la période de 1580 à 1680, parce que c'était la période d'esclavage la plus intense, en estimant à 8 500 esclaves par an le renouvellement des esclaves soit 850 000 pour le siècle : « Ses chiffres semblent un peu douteux et je pense qu'il peut exagérer ». Le professeur Ian Blanchard de l'Université d’Édimbourg, pour sa part, considère comme possible le chiffre d'un million d'esclaves.

### Le rachat des esclaves
À l'asservissements des captifs chrétiens répondit graduellement une multitude d'initiatives émanant tantôt des Ėtats ou gouvernements, tantôt de particuliers (laïcs ou ecclésiastiques), tantôt d'institutions religieuses, tous oeuvrant au rachat, auprès des pirates barbaresques ou de leurs clients, des individus enlevés et réduits en servitude.
Deux ordres religieux dits « rédempteurs » apparurent en moins d'une génération : l'Ordre de la Très-Sainte Trinité ou Ordre des Trinitaires, fondé en 1194 par Jean de Matha et approuvé par le pape Innocent III quatre ans plus tard, et l'Ordre de Notre-Dame de la Merci ou Ordre des Mercédaires, fondé par Pierre Nolasque en 1218. Ces religieux avaient pour but non seulement de soulager des souffrances, mais aussi et surtout de soustraire les esclaves chrétiens au danger d'une apostasie fatale pour leur âme.
Ces deux institutions, dont la présence est attestée en Afrique dès le
XIIIe siècle, tendirent peu à peu à devenir des « intermédiaires réguliers entre les victimes des pirates musulmans et leurs familles en terre chrétienne ». Les Trinitaires et les Mercédaires s'occupaient ainsi, au moyen de quêtes et d'un démarchage permanent, de collecter des fonds et d'obtenir en Barbarie la libération des captifs par le versement d'une rançon aux pirates ou à leurs clients devenus les maîtres des esclaves. Rivaux en quelque sorte, ces deux Ordres ont su collaborer pour accomplir leur mission : tel fut du moins le cas à Marseille entre le XVIe siècle et le XVIIIe siècle.

### Le refus américain

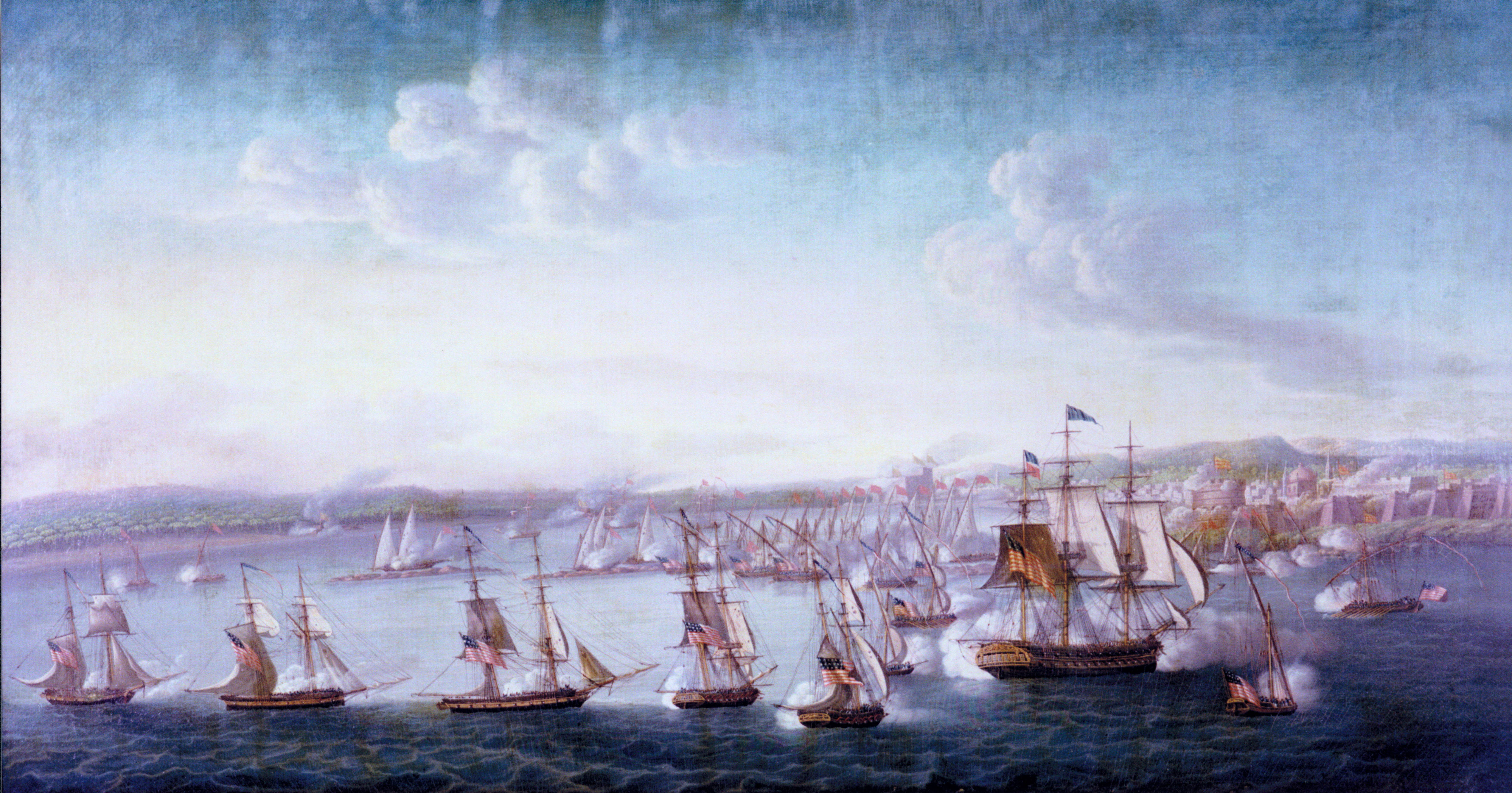
Une expédition de l'US Navy, commandée par le Commodore Edward Preble, engageant les canonnières et les fortifications, de Tripoli, lors de la première guerre barbaresque, 1804.

Les navires de commerce américains ont commencé à subir des attaques de pirates dès leur indépendance. Après la signature de la paix et la reconnaissance de la monarchie britannique en 1783, le premier navire américain, le Betsey (en), fut saisi sur ordre du sultan Mohammed ben Abdallah en 1784 (puis restitué par la suite). À la fin de 1793, une douzaine de navires américains avaient été capturés, dépouillés de leurs biens et tous leurs équipages réduits en esclavage. Après un débat intense, les États-Unis créèrent la United States Navy en mars 1794.
Alors qu’existait aux États-Unis une forte opposition politique à la construction d’une marine de guerre, la belligérance des États barbaresques finit par vaincre les oppositions et entraîner la promulgation du Naval Act of 1794 établissant une marine de guerre jugée nécessaire pour protéger les intérêts américains en mer.
La présence militaire de l’US Navy nouvellement créée a contribué à durcir la résolution américaine de résister au paiement de tributs aux États barbaresques qui s’élevaient, en 1800, à 20 % des revenus annuels du gouvernement américain. La victoire navale des États-Unis dans la Première guerre barbaresque (1801-1805) puis la Seconde guerre barbaresque en 1815 a mis fin au paiement de tributs par les États-Unis, tandis que certaines nations européennes ont continué leurs paiements annuels jusqu’aux années 1830.

### Déclin de la piraterie barbaresque

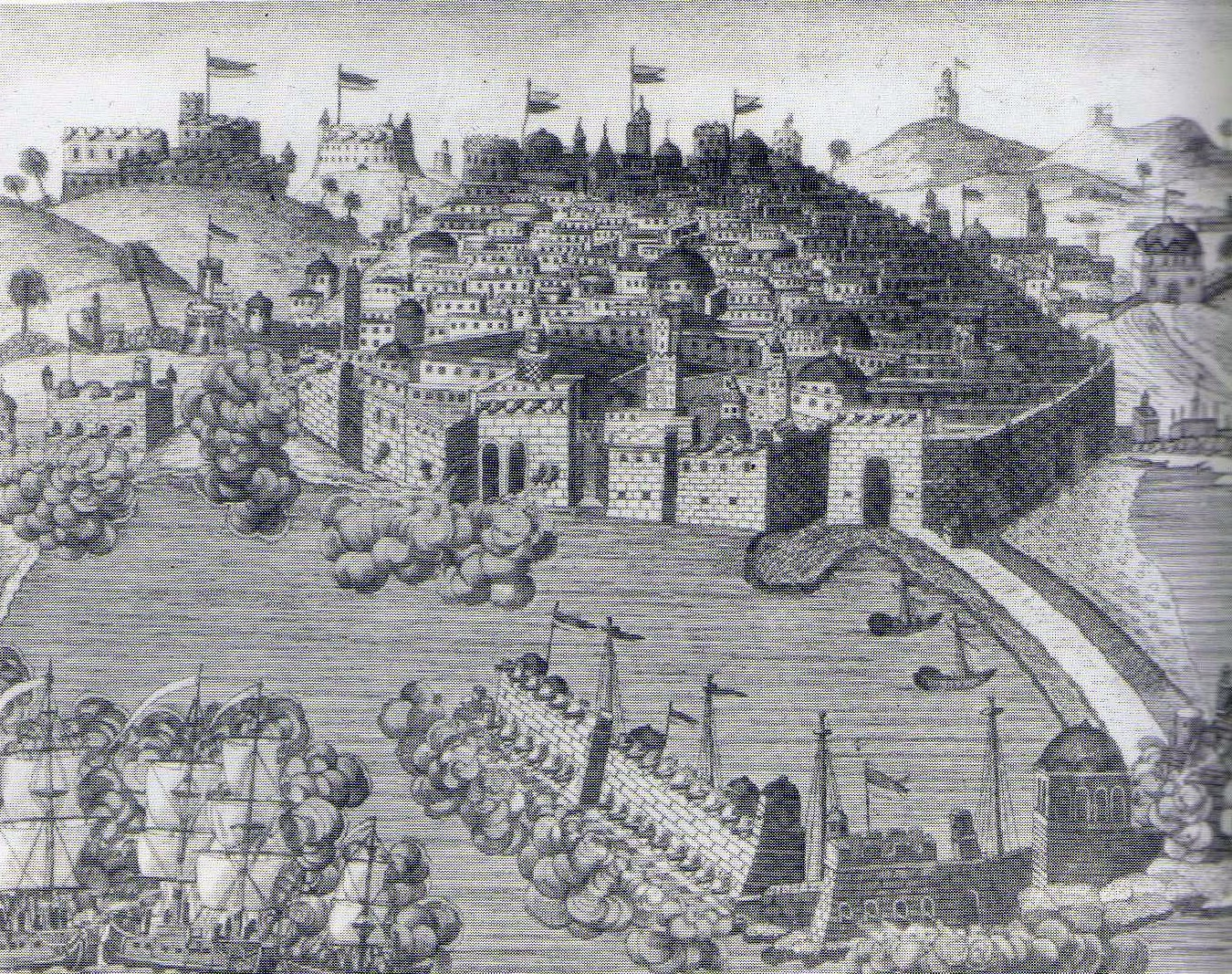
Bombardement d’Alger par Abraham Duquesne en 1682.

Dans les deux premières décennies du XIXe siècle, plusieurs États européens et les États-Unis d’Amérique remportèrent la Première guerre barbaresque et la Seconde guerre barbaresque contre les pirates. Ces guerres étaient une réponse directe des États britannique, néerlandais et français aux raids et à la traite des Européens par les Barbaresques qui prit fin dans les années 1830 avec la conquête de la région par la France. La traite et les marchés aux esclaves européens en Méditerranée déclinèrent pour finir par disparaître après l’occupation européenne.
Après que le bombardement d’Alger par les forces anglo-néerlandaises en 1816 eut immobilisé la flotte pirate, le dey d’Alger fut contraint d’accepter des conditions comprenant l’abandon de la pratique de l’esclavage des chrétiens. La perte des hostilités formelles avec les puissances européennes et américaines signa, dans cette période, le déclin des États barbaresques, dont les pirates ne cessèrent pas pour autant leurs opérations. Un autre raid britannique sur Alger eut lieu en 1824. En 1830, la France conquit Alger pour  placer le pays sous le régime colonial, avant de mettre Tunis sous protectorat en 1881. Tripoli retrouva l’autorité directe des Ottomans en 1835, avant de tomber aux mains des Italiens en 1911 lors de la guerre italo-turque. Par voie de conséquence, les marchands d’esclaves, auparavant autonomes, durent se conformer aux lois de leurs gouverneurs, jusqu’à ce que le commerce des esclaves finisse par cesser sur la côte de Barbarie avec l’adoption par les gouvernements européens de lois émancipant les esclaves.
La perte, par la régence d'Alger, de la Seconde guerre barbaresque contre les États-Unis en 1815, marquera les prémices du déclin de la traite à laquelle la conquête de l'Algérie par la France, à partir de 1830, mettra fin au moins officiellement. Préparé dès 1846-1847 par les ministres de la Guerre successifs Moline de Saint-Yon et Trézel, le projet d'abolition de l'esclavage en Algérie fut combattu par le Gouverneur Général Bugeaud, comme l'a révélé une lettre de ce dernier (printemps 1847) publiée pour la première fois en 2010. Selon Bugeaud, une abolition brutale de la traite des Noirs en Algérie heurterait des habitudes séculaires, mécontenterait et aliénerait les  propriétaires d'esclaves, et ainsi ranimerait la guerre à peine terminée ; elle serait en outre administrativement inapplicable et se révèlerait commercialement néfaste à la fois pour l'Afrique et pour la France. Voyant l'inefficacité de ses exhortations auprès du ministère, Bugeaud démissionna le 5 juin 1847, peu après la nomination de Trézel. L'abolition générale de l'esclavage dans les colonies françaises sera finalement l'oeuvre du Gouvernement provisoire de la Deuxième République, par le décret promulgué le 27 avril 1848.
Jusqu'au XXe siècle cependant, l'esclavage d'Européens continua. C'est ainsi, notamment, que les pilotes de l'Aéropostale furent régulièrement réduits en esclavage (puis rachetés par l'entreprise qui les employait).  Jean Mermoz lui aussi, en 1926, vécut en captivité chez les Berbères du sud du Maroc. Au Maroc, le dernier marché aux esclaves ne ferma qu'en 1920.

## Relations d’époque
- Emmanuel d'Aranda, Relation de la captivité du sieur Emanuel d’Aranda, où sont descriptes les misères, les ruses et les finesses des esclaves et des corsaires d’Alger : Ensemble les conquestes de Barberousse dans l’Afrique et plusieurs autres particularités, Paris, Compagnie des libraires du Palais, 1665 (lire en ligne).
- Germain Moüette, Relation de la captivité du Sr. Mouette dans les royaumes de Fez et de Maroc, où il a demeuré pendant onze ans, chez Jean Cochart, au cinquième pilier de la grand'salle du Palais, au Saint Esprit, 1683 (lire en ligne).
- João Mascarenhas, Memorável Relação da Perda da Nau Conceição, Lisbonne, 1627.